# Stéphane Badji
Stéphane Diarra Badji (ur. 18 stycznia 1990 w Ziguinchorze) – senegalski piłkarz grający na pozycji środkowego pomocnika, zawodnik Łudogorec Razgrad. Były reprezentant reprezentacji Senegalu.

## Życiorys

### Kariera klubowa
Swoją karierę piłkarską Badji rozpoczął w klubie ASC Xam-Xam. W 2008 roku zadebiutował w nim w pierwszej lidze senegalskiej. 1 lipca 2009 odszedł do klubu Casa Sports, którego zawodnikiem był do końca 2011 roku.
1 stycznia 2012 Badji przeszedł do norweskiego klubu Sogndal Fotball. W Tippeligaen zadebiutował 25 marca 2012 w zwycięskim 4:0 wyjazdowym meczu z Odds BK. W zespole Sogndal grał przez rok.
1 marca 2013 Badji podpisał kontrakt z SK Brann, kwota odstępnego 950 tys. euro. Swój debiut w nim zaliczył 16 marca 2013 w wygranym 3:1 domowym meczu z Vålerenga Fotball.
2 lutego 2015 Badji został zawodnikiem tureckiego klubu İstanbul Başakşehir, kwota odstępnego 700 tys. euro. Zadebiutował w nim 15 lutego 2015 w przegranym 2:3 wyjazdowym meczu z Trabzonsporem.
1 lutego 2016 Badji przeszedł do belgijskiego klubu RSC Anderlecht, kwota odstępnego 2,77 mln euro. W którym swój ligowy debiut zaliczył 5 lutego 2016 w zremisowanym 2:2 wyjazdowym spotkaniu z KV Mechelen. W sezonie 2017/2018 był wypożyczony do Kayserisporu. Następnie w latach 2018–2019 był zawodnikiem tureckiego klubu Bursaspor, kwota odstępnego 600 tys. euro.
1 lipca 2019 podpisał kontrakt z bułgarskim klubem Łudogorec Razgrad, kwota odstępnego 400 tys. euro.

### Kariera reprezentacyjna
Był reprezentantem Senegalu w kategorii wiekowej U-23.
W seniorskiej reprezentacji Senegalu zadebiutował 29 lutego 2012 na stadionie Moses Mabhida Stadium (Durban, Południowa Afryka) w zremisowanym 0:0 meczu towarzyskim przeciwko reprezentacji Południowej Afryki.

## Statystyki

### Klubowe
Stan na 12 grudnia 2019
| Sezon     | Klub                | Kraj     | Rozgrywki                         | Mecze | Bramki |
| --------- | ------------------- | -------- | --------------------------------- | ----- | ------ |
| 2008      | ASC Xam-Xam         | Senegal  | Championnat National du Sénégal   | ?     | ?      |
| 2009      | Casa Sports         | Senegal  | Championnat National du Sénégal   | ?     | ?      |
| 2010/2011 | Casa Sports         | Senegal  | Championnat National du Sénégal   | ?     | ?      |
| 2011/2012 | Casa Sports         | Senegal  | Championnat National du Sénégal   | ?     | ?      |
| 2012      | Sogndal Fotball     | Norwegia | Tippeligaen                       | 24    | 0      |
| 2013      | SK Brann            | Norwegia | Tippeligaen                       | 28    | 0      |
| 2014      | SK Brann            | Norwegia | Tippeligaen                       | 21    | 0      |
| 2014/2015 | İstanbul Başakşehir | Turcja   | Süper Lig                         | 15    | 0      |
| 2015/2016 | İstanbul Başakşehir | Turcja   | Süper Lig                         | 15    | 0      |
| 2015/2016 | RSC Anderlecht      | Belgia   | Eerste klasse A                   | 14    | 0      |
| 2016/2017 | RSC Anderlecht      | Belgia   | Eerste klasse A                   | 10    | 0      |
| 2017/2018 | Kayserispor         | Turcja   | Süper Lig                         | 31    | 3      |
| 2018/2019 | Bursaspor           | Turcja   | Süper Lig                         | 29    | 0      |
| 2019/2020 | Łudogorec Razgrad   | Bułgaria | Pyrwa profesionałna futbołna liga | 11    | 0      |

## Sukcesy

### Klubowe
RSC Anderlecht
- Zwycięzca Eerste klasse A: 2016/2017

Łudogorec Razgrad
- Zwycięzca Superpucharu Bułgarii: 2019/2020